# 纽波特 (肯塔基州)
纽波特（英語：Newport），是美国肯塔基州的一座城市，與亞歷山德里亞同為坎貝爾縣的縣城。建立于1794年，面积约为7.8平方公里（3平方英里）。根据2010年美国人口普查，该市的人口为15,273人。